# Петтер Дасс
Петтер Дасс (норв. Petter Dass; 1647, Герей, Нурланн — 1707, Алстагеуг) — норвезький поет. Один із перших норвезьких поетів нового часу.

## Біографія

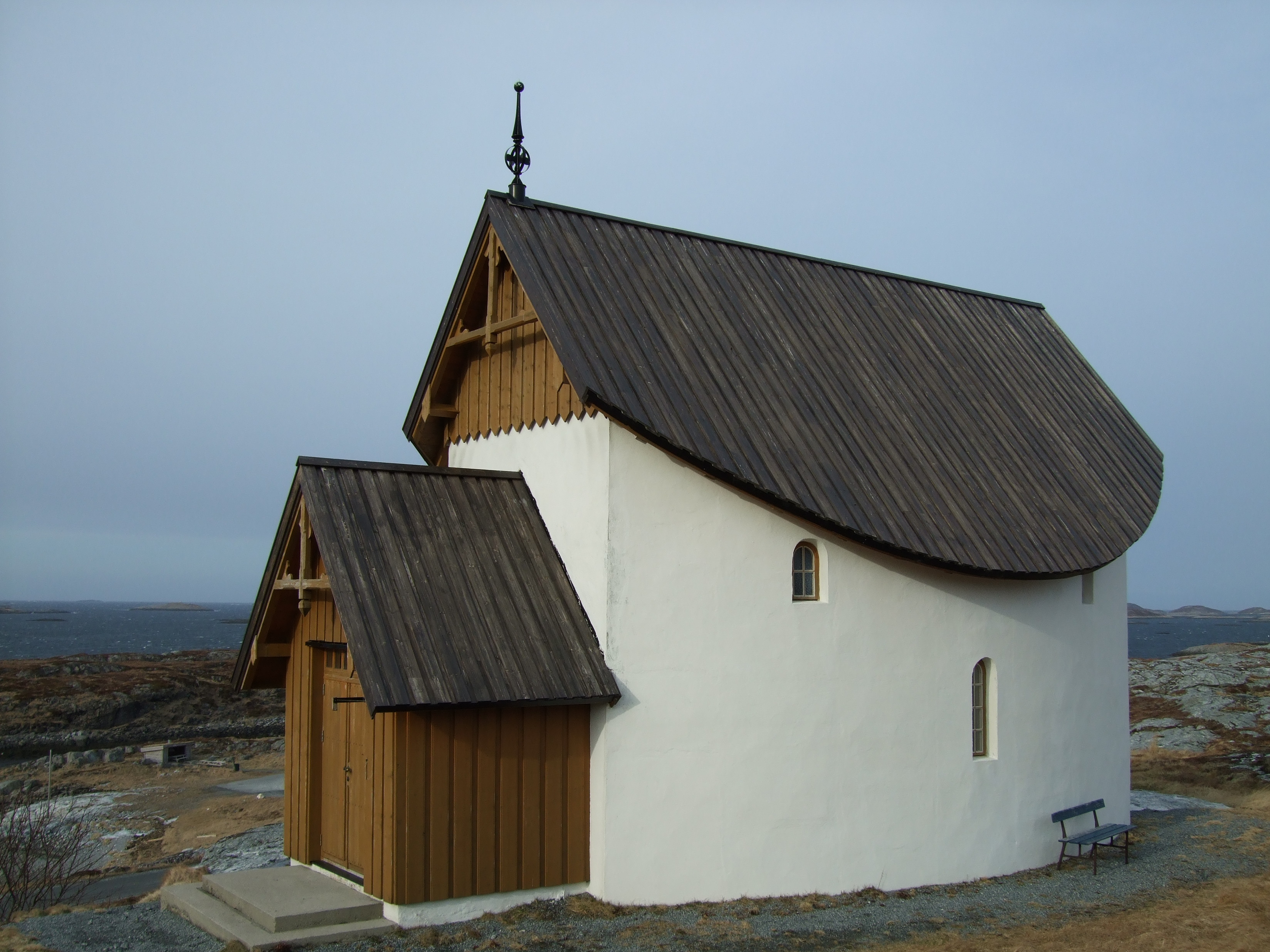
Каплиця Дасса в Гусьйо

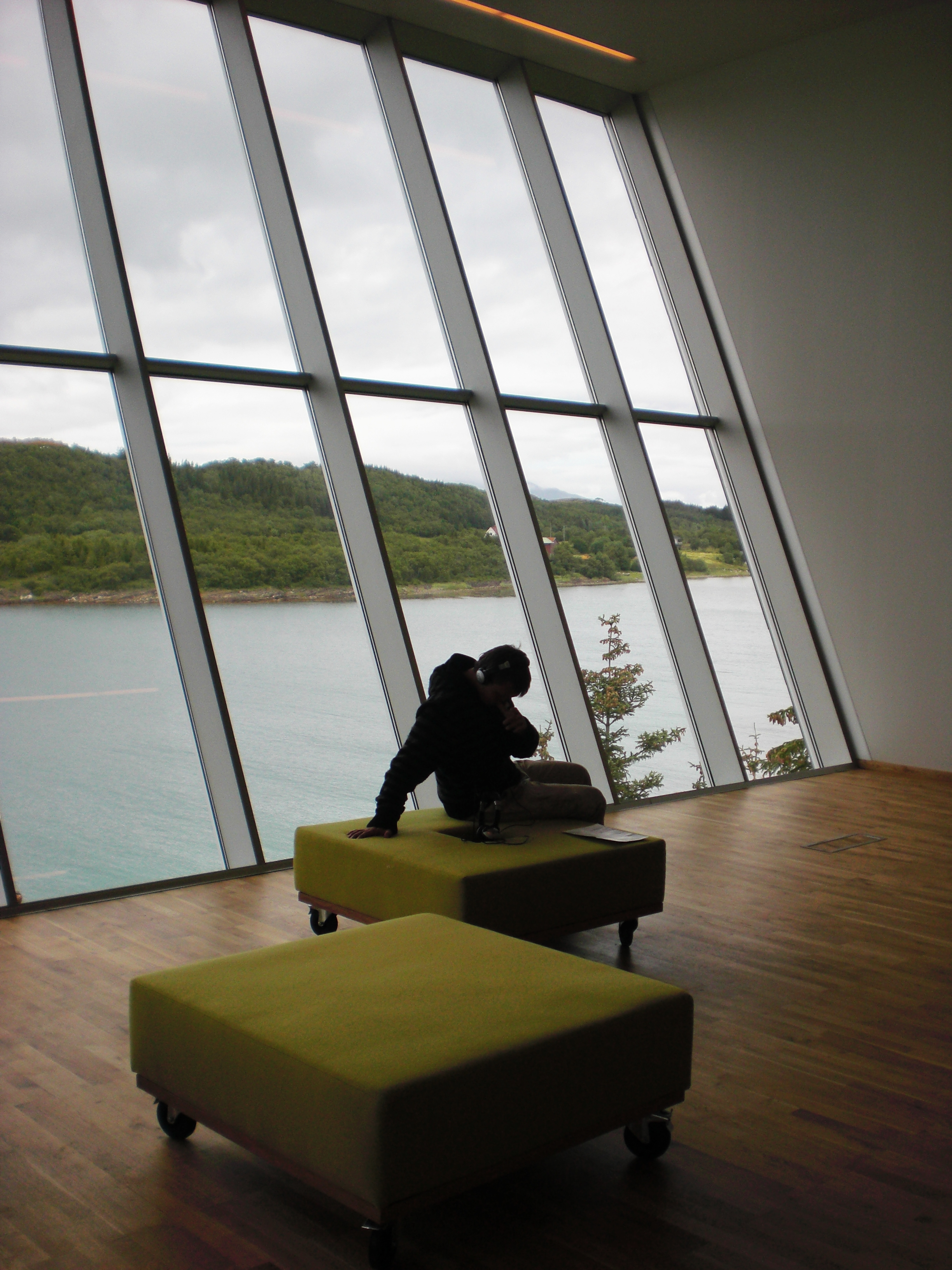
Інтер'єр музею Дасса

Петтер Дасс — син шотландського торговця Пітера Дундаса (Peiter Dundas), який оселився в 1635 році в норвезькому Бергені. Мати — Марен Фальк (Maren Falk), дочка Петера Якобссена Фалька (Peter Jakobssøn Falk) і Анни Йонсдоттер (Anne Jonsdotter). За сином, названим одночасно в честь батька і діда, закріпилося «усічене» прізвище Дасс.
Пітер Дундас помер в 1653 році, коли Дассу було 6 років. Петтера виховувала сестра матері. Відвідував школу в Бергені, потім вивчав теологію в Копенгагені, в 1677 році став священником. Після декількох років, проведених у Копенгагені, повернувся до Норвегії, працював домашнім учителем у Вефсні. В 1689 році став парафіяльним пастором в Алстагеугу.
За життя Дасса був опублікований єдиний твір — поема «Den nordske dale-viise» (1683, «Норвезька пісня долини»), інші твори опубліковані посмертно. У поемі «Голос Нурланна» («Nordlands trompet», 1678–1700, виданий в 1739) реалістичний опис північної Норвегії, побуту, обрядів і занять народу. Автор збірки релігійних пісень «Bibelski viise-bog » (1711). Твори Дасса написані простою, життєвою мовою, близькі до фольклору.

## Пам'ять
В Алстагеугу відкрито музей Петтера Дасса.